# Хедвига Елеонора Холщайн-Готорп
Хедвига Елеонора Холщайн-Готорп (на шведски: Hedvig Eleonora av Holstein-Gottorp) е шведска кралица, съпруга на крал Карл X и майка на Карл XI. Хедвига Елеонора е управляващ регент три пъти и де факто първа дама в период от 61 години – от 1654 до смъртта ѝ през 1715 г.

## Произход
Родена е на 23 октомври 1636 година в Германия. Произхожда от знатно семейство – нейният баща е херцог Фридрих III Холщайн-Готорп, прадядо на руската императрица Екатерина II, а майка и е Мария Елезабет Саксонска, принцеса на Саксония.

## Кралица на Швеция
На 24 октомври 1654 г. Хедвига се жени за шведския крал Карл X, което е част от по-мащабен политически план. Това я прави кралица на Швеция. Благодарение на своя доминиращ характер и силната ангажираност във властта, Хедвига Елеонора става важен член на шведското кралско семейство, а впоследствие се превръща и в една от най-забележителните кралици на Швеция.
Хедвига Елеонора често представлява короната при отсъствие на своя съпруг, както и по времето на ангажимента на нейния внук във Великата северна война. Присъства и на бойното поле, когато придружава Карл X във войните срещу Полша през 1656 и срещу Дания през 1658 г.

## Регент на Карл XI и Карл XII
След смъртта на Карл X през 1660 г. Хедвига Елеонора става регент на невръстния им син Карл XI и управлява от негово име през периода 1660 – 1672 г. Управлява и като регент на своя внук Карл XII – няколко месеца през 1697 и по време на Великата Северна война от 1700 – 1713 г. През 1713 година Хедвига прави своята внучка Улрика Елеонора регент на короната.
За облекчение на членовете на регентските правителства, Хедвига Елеонора не се интересува пряко от политика и е доволна от позициите, които заема като първа дама на кралския двор. Тя полага подписа си върху редица документи, които са ѝ представени, без да влиза в дискусии или да се интересува от детайли. Хедвига Елеонора поддържа поетата антидатска и антифренска линия на външната политика на кралството.
През 1661 г. Хедвига Елеонора отхвърля предложение да стане съпруга на английския крал Чарлз II с мотива за вярност към своя покоен съпруг Карл X. Въпреки това, се счита, че след смъртта на съпруга ѝ тя е поддържала интимни отношения с граф Карл Йиленстиерна.
Силната позиция на Хедвига Елеонора в двора личи и от отношенията ѝ със сина ѝ Карл XI, който е определян като „момчето на мама“. При появяванията си в парламента Карл XI е разчитал на подкрепата на майка си, като всички въпроси и отговори са минавали през Хедвига Елеонора.
През 1663 г., когато настъпва краят на официалния траурен период, шведският кралски двор се ангажира с множество празненства и фестивали. Като част от тези събития са открити и първите театри в Стура Болхюсет (през 1666 г.) и в Лейонкулан (през 1667 г.).
Хедвига Елеонора умира на 24 ноември 1715 г. в Швеция на 79-годишна възраст.